# Florencia Bonsegundo
Florencia Bonsegundo, (Morteros, 1993. július 14. –) argentin női válogatott labdarúgó. A spanyol bajnokságban érdekelt Valencia középpályása.

## Pályafutása

### Klubcsapatokban
Hatévesen került a Tiro Federal y Deportivo Morteros ifjúsági sportegyesületéhez. 13 éves koráig női csapat hiányában a fiúkkal edzett és ismerkedett meg a labdarúgás alapjaival. Az argentin női foci akkortájt szinte csak a fővárosban volt űzhető, Florencia egy időre abbahagyta a labdarúgást. 15 évesen egy kétéves szünetet követően egy tehetségkutató fedezte fel és invitálta az U17-es válogatottba.

#### Huracán
2011-ben a Huracán együttesénél mutatkozhatott be az első osztályban, ahol a negyedik helyen végzett a szezon első felében. Bár az Aperturában csapata gyengébben teljesített Bonsegundo 11 meccsen 5 gólt ért el.

#### UAI Urquiza
Egy bajnoki ezüst és bronzéremmel kezdte a 2013-as szezonban az Urquizánál, egy évvel később pedig bajnoki címet ünnepelhetett társaival. 2015-ben szintén a tabella elején végzett, majd utolsó szezonjában 17 góljával járult hozzá harmadik bajnoki győzelméhez 2018-ban.

#### Valencia
2019 júliusában kétéves szerződést kötött a Valencia gárdájával.

### A válogatottban
2014-ben részt vett a Dél-amerikai játékokon, ahol első aranyérmét vehette át a válogatott mezében. A Copa Américán és a 2019-es világbajnokságon is tagja volt a válogatottnak. A világbajnokság után a női labdarúgás elismeréséért való felszólalása után kizárták a nemzeti csapatból.

## Sikerei

### Klubcsapatokban
Argentin bajnok (3):
- UAI Urquiza (3): 2014, 2016, 2017–18

### A válogatottban
Argentína
- Copa América bronzérmes (1): 2018
- Pánamerikai Játékok ezüstérmes (1): 2019
- Dél-amerikai játékok győztes (1): 2014

## Statisztikái

### A válogatottban
2019. június 19-el bezárólag
| Válogatott | Szezon   | Mérk. | Gól |
| ---------- | -------- | ----- | --- |
| Argentína  |          |       |     |
| 2015       | 3        | 1     |     |
| 2018       | 9        | 4     |     |
| 2019       | 7        | 2     |     |
| Összesen   | Összesen | 19    | 7   |